# Mauritánské letectvo
Mauritánské letectvo, plným názvem oficiálně Islámské letectvo republiky Mauritánie (arabsky القوات الجوية للجمهورية الإسلامية‎, francouzsky Force aérienne islamique de Mauritanie) je letecká složka ozbrojených sil Mauritánie, v nichž doplňuje armádu a námořnictvo.

## Historie
Po získání nezávislosti v roce 1960 Mauritánie získala své první vojenská letadla Douglas C-47 Skytrain a MH-1521 Broussard z Francie. Byly následovány stroji Britten Norman BN-2 Islander, které byly užívány jako transportní a hlídkové během konfliktu na Západní Sahaře.

## Přehled letecké techniky

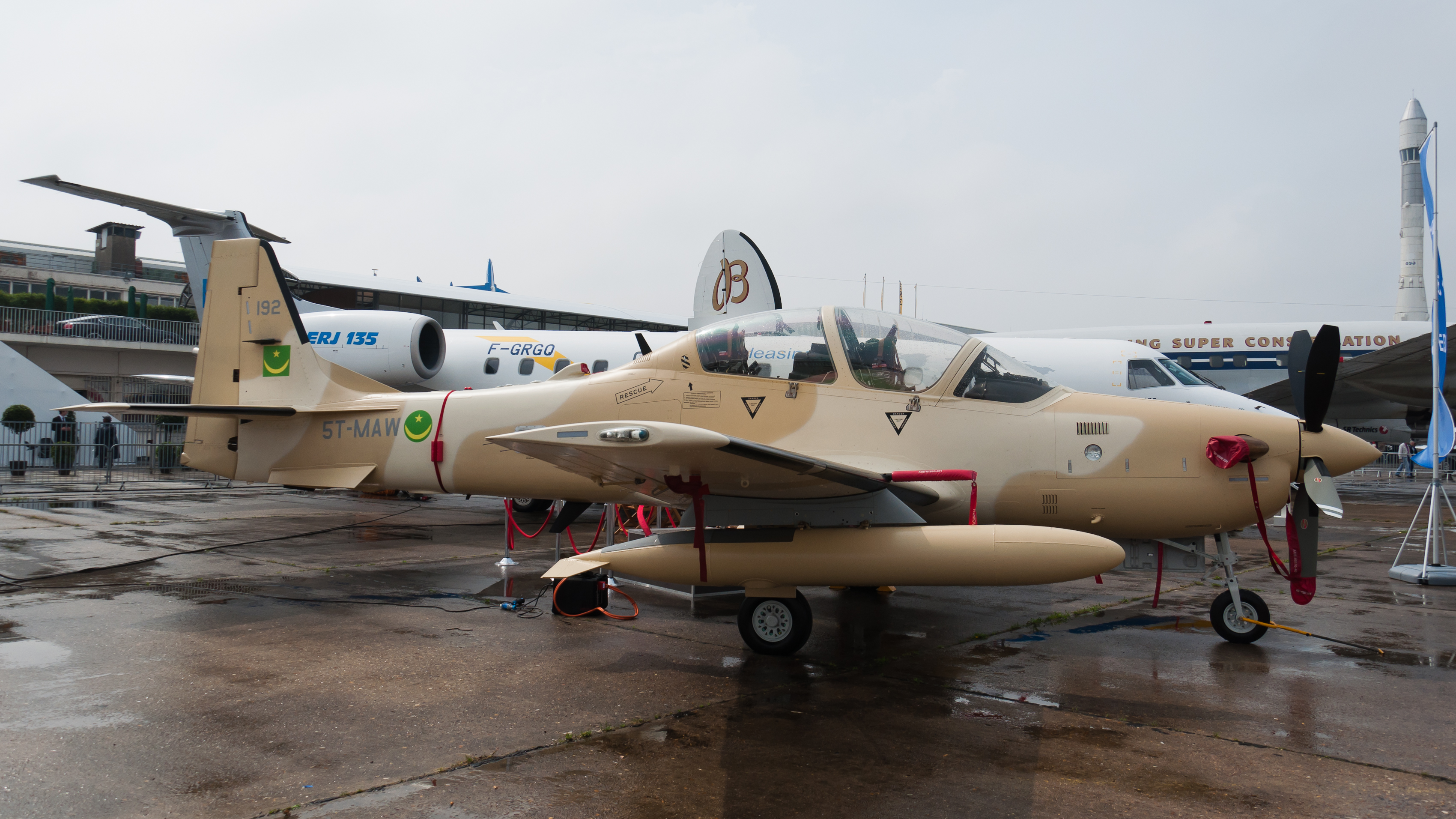
Mauritánský Embraer A-29B Super Tucano na Pařížském aerosalonu 2013.

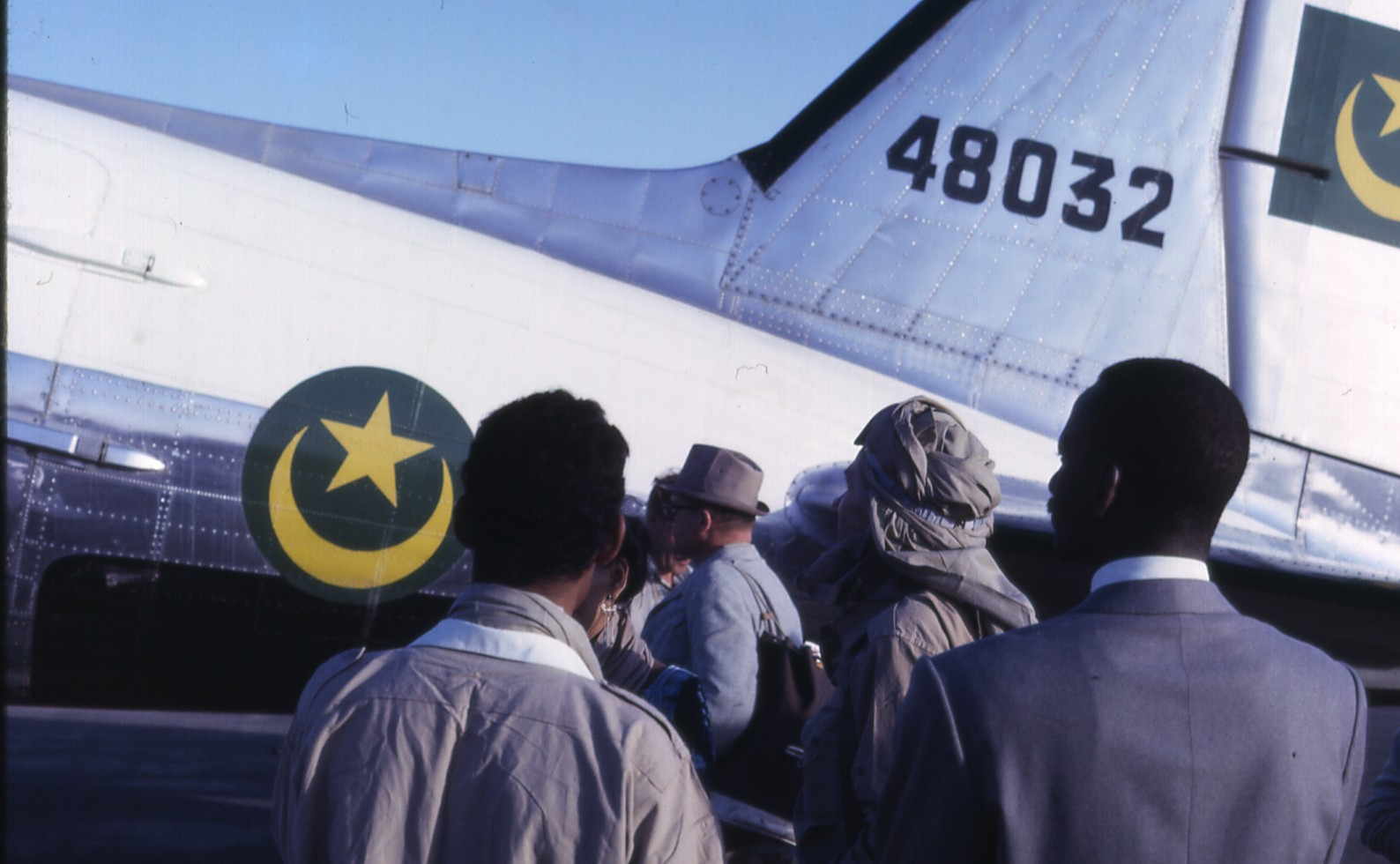
Mauritánský letoun na Sahaře, 1967.

Tabulka obsahuje přehled letecké techniky letectva Mauritánie podle Flightglobal.com.
| Název                          | Původ                   | Určení                              | Verze                  | Ve službě      | Poznámky                                          |                |
| Bojové letouny                 | Bojové letouny          | Bojové letouny                      | Bojové letouny         | Bojové letouny | Bojové letouny                                    | Bojové letouny |
| ------------------------------ | ----------------------- | ----------------------------------- | ---------------------- | -------------- | ------------------------------------------------- | -------------- |
| Embraer EMB 314 Super Tucano   | Brazílie                | lehký bojový letoun                 |                        | 2              | Objednány další 2 kusy.                           |                |
| Speciální letouny              |                         |                                     |                        |                |                                                   |                |
| Britten-Norman Islander        | Spojené království      | námořní hlídkový letoun             | BN-2 Maritime Defender | 3              |                                                   |                |
| Cessna 208 Caravan             | USA                     | námořní hlídkový letoun             |                        | 2              | Objednán ještě 1 kus.                             |                |
| Piper PA-31T Cheyenne          | USA                     | námořní hlídkový letoun             |                        | 2              |                                                   |                |
| Dopravní a transportní letouny |                         |                                     |                        |                |                                                   |                |
| Basler BT-67                   | USA                     | taktický transportní letoun         |                        | 1              |                                                   |                |
| Cessna 441                     | USA                     | lehký dopravní letoun               |                        | 1              |                                                   |                |
| Harbin Y-12                    | Čínská lidová republika | lehký transportní letoun            | Y-12-II Panda          | 1              |                                                   |                |
| Pilatus PC-6                   | Švýcarsko               | užitkový letoun charakteristik STOL |                        | 1              |                                                   |                |
| Vrtulníky                      |                         |                                     |                        |                |                                                   |                |
| AgustaWestland AW109           | Itálie                  | užitkový vrtulník                   |                        | 2              |                                                   |                |
| Harbin Z-9                     | Čínská lidová republika | víceúčelový vrtulník                |                        | 2              | Licenční varianta typu Eurocopter AS 365 Dauphin. |                |
| Cvičná letadla                 |                         |                                     |                        |                |                                                   |                |
| Embraer EMB 312 Tucano         | Brazílie                | cvičný letoun                       |                        | 5              |                                                   |                |
| SIAI-Marchetti SF.260          | Itálie                  | cvičný letoun                       |                        | 4              |                                                   |                |